# Список 25 лидеров плей-офф НБА по трёхочковым броскам за всю историю лиги

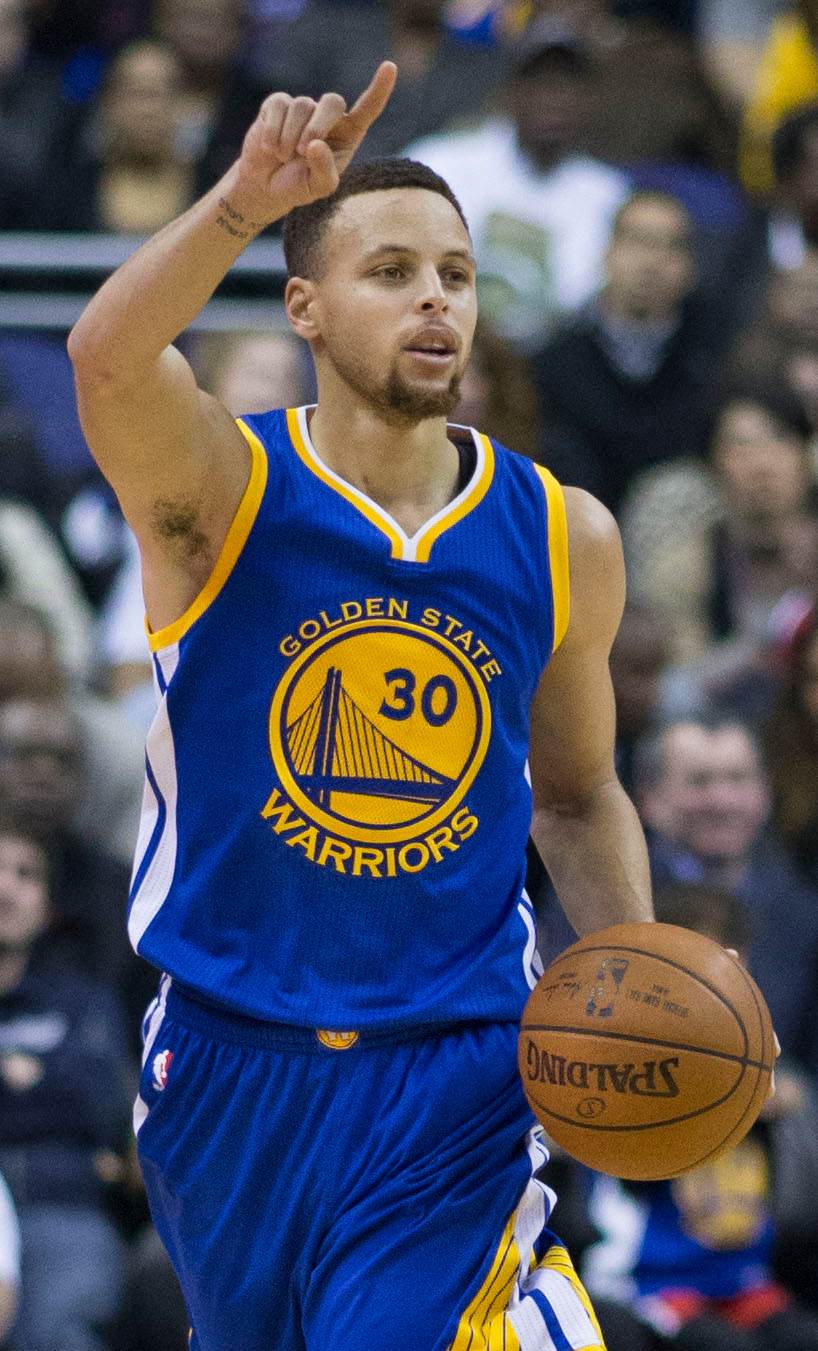
Стеф Карри — лучший дальнобойщик за всю историю плей-офф НБА

Этот список содержит 25 игроков, реализовавших наибольшее количество трёхочковых бросков в играх плей-офф Национальной баскетбольной ассоциации за карьеру. Полный список лидеров в данной номинации опубликован на сайте basketball-reference.com.
Количество трёхочковых попаданий, набранных в играх плей-офф за карьеру, указывает на эффективность баскетболиста при игре в атаке, а также на пользу, которую игрок приносит команде. В НБА трёхочковая зона была официально утверждена только в сезоне 1979/80 годов. Лишь два баскетболиста на данный момент реализовали более 500 бросков из-за дуги, четыре игрока преодолели рубеж в 400 трёхочковых и девять человек имеют в своём активе более 300 дальних попаданий.
Первым игроком, преодолевшим планку в 300 трёхочковых бросков, является Реджи Миллер, который добился этого результата в плей-офф 2005 года, после окончания которого завершил карьеру, реализовав в общей сложности 320 бросков из-за дуги. В плей-офф 2012 года ту же планку преодолел Рэй Аллен, который завершил свою профессиональную карьеру по окончании плей-офф 2014 года, совершив в итоге 385 дальних попаданий. В плей-офф 2015 года до рубежа в 300 трёхочковых добрался Ману Джинобили, который завершил спортивную карьеру по окончании плей-офф 2018 года, реализовав в общей сложности 324 дальних броска. В плей-офф 2017 года этот же результат повторили продолжающие свою карьеру Стефен Карри и Леброн Джеймс, которые забросили после окончания плей-офф 2024 года 650 и 480 дальних бросков соответственно. В плей-офф 2018 года рубеж в 300 трёхочковых бросков преодолел ещё один действующий игрок ассоциации Клей Томпсон, который реализовал по окончании плей-офф 2024 года 501 бросок из-за дуги. В плей-офф 2019 года то же достижение повторил и Кевин Дюрант, также выступающий в НБА в настоящее время, реализовав по завершении плей-офф 2024 года 366 трёхочковых. В плей-офф 2020 года это достижение повторил продолжающий свою карьеру Джеймс Харден, который забил по окончании плей-офф 2024 года 434 дальних бросков. В плей-офф 2022 года отметку в 300 трёхочковых бросков преодолел ещё один действующий игрок лиги Дэнни Грин, который реализовал по окончании плей-офф 2024 года 315 бросков из-за дуги.
Лидером же по проценту реализации трёхочковых на данный момент является Боб Хансен, завершивший свою карьеру в 1992 году, имея в своём активе результат в 50,0 % попаданий из-за дуги. Второе место по этому показателю занимает выступавший в шести разных командах НБА Раджа Белл, который по итогам выступлений реализовал 46,6 % трёхочковых бросков. На третьем месте идёт Мэтт Буллард, который за свою спортивную карьеру в лиге реализовал 45,8 % дальних бросков.
В данный список входят тринадцать действующих баскетболистов, самым результативным из них является Стефен Карри, лидирующий в этой номинации.

## Легенда к списку
| Поз.    | ЛФ             | ТФ              | РЗ                       | АЗ                 | ГР             | Прим.        |
| Позиция | Лёгкий форвард | Тяжёлый форвард | Разыгры- вающий защитник | Атакующий защитник | Год рожде- ния | Приме- чания |

| ^ | Отмечены игроки, выступающие в НБА по сей день                          |
| * | Избраны в Зал славы баскетбола                                          |
|   | Недавно закончил карьеру, но пока не избран в Зал славы                 |
|   | Закончил карьеру более 10 лет назад, но так и не был избран в Зал славы |

## Список
По состоянию на 23 июня 2025 года (на момент окончания плей-офф 2025 года, следующий плей-офф стартует в апреле 2026 года)
| Место | Игрок           | Фото | Поз.   | ГР          | Клубы (годы) | 3-хочковые попадания | 3-хочковые броски | Процент попаданий | Зал славы | Прим.         |
| ----- | --------------- | ---- | ------ | ----------- | --- | -------------------- | ----------------- | ----------------- | --------- | ------------- |
| 1     | Стефен Карри^   |      | РЗ     | 1988        | Голден Стэйт Уорриорз (2013—2019, 2022—2023, 2025) | 650                  | 1637              | 39,7              | —         | [ 5 ] [ 6 ]   |
| 2     | Клей Томпсон^   |      | АЗ     | 1990        | Голден Стэйт Уорриорз (2013—2019, 2022—2023) | 501                  | 1237              | 40,5              | —         | [ 7 ] [ 8 ]   |
| 3     | Леброн Джеймс^  |      | ЛФ/ ТФ | 1984        | Кливленд Кавальерс (2006—2010, 2015—2018) Майами Хит (2011—2014) Лос-Анджелес Лейкерс (2020—2021, 2023—2025)                                                         | 480                  | 1443              | 33,3              | —         | [ 9 ] [ 10 ]  |
| 4     | Джеймс Харден^  |      | АЗ     | 1989        | Оклахома-Сити Тандер (2010—2012) Хьюстон Рокетс (2013—2020) Бруклин Нетс (2021) Филадельфия-76 (2022—2023) Лос-Анджелес Клипперс (2024—2025)                         | 434                  | 1275              | 34,0              | —         | [ 11 ] [ 12 ] |
| 5     | Рэй Аллен*      |      | АЗ     | 1975        | Милуоки Бакс (1999—2001) Сиэтл Суперсоникс (2005) Бостон Селтикс (2008—2012) Майами Хит (2013—2014)                                                                  | 385                  | 959               | 40,1              | 2018      | [ 14 ] [ 15 ] |
| 6     | Кевин Дюрант^   |      | ЛФ/ АЗ | 1988        | Оклахома-Сити Тандер (2010—2014, 2016) Голден Стэйт Уорриорз (2017—2019) Бруклин Нетс (2021—2022) Финикс Санз (2023—2024)                                            | 366                  | 1029              | 35,6              | —         | [ 16 ] [ 17 ] |
| 7     | Ману Джинобили* |      | АЗ     | 1977        | Сан-Антонио Спёрс (2003—2008, 2010—2018) | 324                  | 905               | 35,8              | 2022      | [ 18 ] [ 19 ] |
| 8     | Реджи Миллер*   |      | АЗ     | 1965        | Индиана Пэйсерс (1990—1996, 1998—2005) | 320                  | 820               | 39,0              | 2012      | [ 20 ] [ 21 ] |
| 9     | Дэнни Грин      |      | АЗ     | 1987        | Сан-Антонио Спёрс (2011—2018) Торонто Рэпторс (2019) Лос-Анджелес Лейкерс (2020) Филадельфия-76 (2021—2022) Кливленд Кавальерс (2023)                                | 315                  | 812               | 38,8              | —         | [ 22 ] [ 23 ] |
| 10    | Джей Ар Смит    |      | АЗ/ ЛФ | 1985        | Денвер Наггетс (2007—2011) Нью-Йорк Никс (2012—2013) Кливленд Кавальерс (2015—2018) Лос-Анджелес Лейкерс (2020)                                                      | 294                  | 801               | 36,7              | —         | [ 24 ] [ 25 ] |
| 11    | Джейсон Тейтум^ |      | ЛФ/ ТФ | 1998        | Бостон Селтикс (2018—2025) | 292                  | 841               | 34,7              | —         | [ 26 ] [ 27 ] |
| 11    | Коби Брайант*   |      | АЗ     | 1978 — 2020 | Лос-Анджелес Лейкерс (1997—2004, 2006—2012) | 292                  | 882               | 33,1              | 2020      | [ 28 ] [ 29 ] |
| 13    | Дерек Фишер     |      | РЗ/ АЗ | 1974        | Лос-Анджелес Лейкерс (1997—2004, 2008—2011) Юта Джаз (2007) Оклахома-Сити Тандер (2012—2014)                                                                         | 285                  | 715               | 39,9              | —         | [ 30 ] [ 31 ] |
| 14    | Пол Пирс*       |      | ЛФ     | 1977        | Бостон Селтикс (2002—2005, 2008—2013) Бруклин Нетс (2014) Вашингтон Уизардс (2015) Лос-Анджелес Клипперс (2016—2017)                                                 | 276                  | 777               | 35,5              | 2021      | [ 32 ] [ 33 ] |
| 14    | Пол Джордж^     |      | ЛФ     | 1990        | Индиана Пэйсерс (2011—2014, 2016—2017) Оклахома-Сити Тандер (2018—2019) Лос-Анджелес Клипперс (2020—2021, 2023—2024)                                                 | 276                  | 783               | 35,2              | —         | [ 34 ] [ 35 ] |
| 16    | Чонси Биллапс*  |      | РЗ/ АЗ | 1976        | Миннесота Тимбервулвз (2001—2002) Детройт Пистонс (2003—2008) Денвер Наггетс (2009—2010) Нью-Йорк Никс (2011) Лос-Анджелес Клипперс (2013)                           | 267                  | 729               | 36,6              | 2024      | [ 36 ] [ 37 ] |
| 17    | Джейлен Браун^  |      | АЗ/ ЛФ | 1996        | Бостон Селтикс (2017—2025) | 263                  | 742               | 35,4              | —         | [ 38 ] [ 39 ] |
| 18    | Роберт Орри     |      | ТФ/ ЛФ | 1970        | Хьюстон Рокетс (1993—1996) Лос-Анджелес Лейкерс (1997—2003) Сан-Антонио Спёрс (2004—2008)                                                                            | 261                  | 728               | 35,9              | —         | [ 40 ] [ 41 ] |
| 19    | Кайл Корвер     |      | ЛФ/ АЗ | 1981        | Филадельфия-76 (2005) Юта Джаз (2008—2010, 2019) Чикаго Буллз (2011—2012) Атланта Хокс (2013—2016) Кливленд Кавальерс (2017—2018) Милуоки Бакс (2020)                | 254                  | 649               | 39,1              | —         | [ 42 ] [ 43 ] |
| 20    | Кавай Леонард^  |      | ЛФ     | 1991        | Сан-Антонио Спёрс (2012—2017) Торонто Рэпторс (2019) Лос-Анджелес Клипперс (2020—2021, 2023—2025)                                                                    | 249                  | 624               | 39,9              | —         | [ 44 ] [ 45 ] |
| 21    | Крис Пол^       |      | РЗ     | 1985        | Нью-Орлеан/ Оклахома-Сити Хорнетс (2008—2009, 2011) Лос-Анджелес Клипперс (2012—2017) Хьюстон Рокетс (2018—2019) Оклахома-Сити Тандер (2020) Финикс Санз (2021—2023) | 244                  | 654               | 37,3              | —         | [ 46 ] [ 47 ] |
| 22    | Кайл Лоури^     |      | РЗ     | 1986        | Хьюстон Рокетс (2009) Торонто Рэпторс (2014—2020) Майами Хит (2022—2023) Филадельфия-76 (2024)                                                                       | 238                  | 704               | 33,8              | —         | [ 48 ] [ 49 ] |
| 23    | Джейсон Кидд*   |      | РЗ     | 1973        | Финикс Санз (1997—2001) Нью-Джерси Нетс (2002—2007) Даллас Маверикс (2008—2012) Нью-Йорк Никс (2013)                                                                 | 236                  | 733               | 32,2              | 2018      | [ 50 ] [ 51 ] |
| 24    | Кайри Ирвинг^   |      | РЗ     | 1992        | Кливленд Кавальерс (2015—2017) Бостон Селтикс (2019) Бруклин Нетс (2021—2022) Даллас Маверикс (2024)                                                                 | 225                  | 574               | 39,2              | —         | [ 52 ] [ 53 ] |
| 25    | Дамиан Лиллард^ |      | РЗ     | 1990        | Портленд Трэйл Блэйзерс (2014—2021) Милуоки Бакс (2024) | 222                  | 603               | 36,8              | —         | [ 54 ] [ 55 ] |

## Комментарии
1. ↑  Игроки НБА включаются в Зал славы баскетбола не ранее, чем через 5 полных лет после окончания карьеры[3], а с 2016 года этот период был сокращён до четырёх лет[4].
2. ↑  Это список НБА и в него не входят сезоны, проведённые игроками в других лигах, таких как АБА и прочих.
3. ↑  Процент количества трёхочковых попаданий округляется до десятых долей процента.